# Чолонский язык
Чолонский (чолон; исп. Cholón) — язык индейцев северного Перу, вымерший на рубеже XX и XXI веков. Вместе с языком хибито составляет чолонскую (хибито-чолонскую) языковую семью.
На чолонском языке говорили на территории северного Перу, в долине реки Уальяги, к северу от города Тинго-Мария.

## Ареальная информация
Область проживания индейцев чолон — перуанская часть Амазонии, между городами Тинго-Мария и Хуанхуй. Соответственно, чолоно-хибитские языки распространялись на огромной территории. Её ограничивает с востока река Уальяга и река Мараньон с запада. Кроме того, некоторые источники указывают на следы чолонских индейцев и на другом берегу Уальяги. Судя по всему, туда перебрались те, что не хотели подчиняться испанцам.

## Фонетика
Из-за того, что чолонские данные записаны любительской испанской транскрипцией, фонология языка в точности неизвестна. Ниже даётся попытка её реконструкции по Аделаару [Adelaar 2004:464].
Видимо, в языке было 5 гласных фонем: /i, e, a, o, u/ и 17 согласных:
|             | Губные | Переднеязычные | Палатальные | Велярные | Гортанные |
| ----------- | ------ | -------------- | ----------- | -------- | --------- |
| Носовые     | m      | n              | ɲ           | ŋ        |           |
| Взрывные    | p      | t              |             | k        | ʔ         |
| Аффрикаты   |        | ts             | tʃ          |          |           |
| Фрикативные |        | s              | ʃ           | h        |           |
| Плавные     | w      | l              | ʎ, j        |          |           |

### Структура слога
При этом имеются ограничения на сочетания согласных и гласных.
| V после C  | a | e | i | o | u |
| b/hu/v     | - | - | - | - | - |
| u          | + | + | + | + | + |
| c          | + | + | + | + | + |
| k/qu       | - | - | - | - | - |
| g=h/j      | + | + | - | - | - |
| h/j        | + | + | + | + | + |
| g(n-g≠h/j) | - | - | - | - | - |
| ng(g)      | - | - | - | - | - |
| m/n(g)     | + | + | + | + | + |
| ṋ/ṉ(g)     | - | + | + | + | + |

(В скобках: g = гортанный, n-g — негортанный)
Структура слога в чолонском языке имеет вид (C)V(C), причем имеют место все четыре комбинации (CV, VC, V, CVC)
- a-lan — «Я делаю что-то»
- aly-hi «что-то сладкое»
- če-čo «серебро»
- kuly-ha «жизнь»

Для неначального слога более характерны комбинации с начальной согласной.
Кроме того, чолонский язык старается избегать группы согласных, что видно из того, как были переиначены заимствования из испанского.